# Quararibea pterocalyx
Quararibea pterocalyx är en malvaväxtart som beskrevs av William Botting Hemsley. Quararibea pterocalyx ingår i släktet Quararibea och familjen malvaväxter. Inga underarter finns listade i Catalogue of Life.